# Горка (Ершовское сельское поселение)
Горка — деревня в Шекснинском районе Вологодской области.
Входит в состав сельского поселения Ершовского, с точки зрения административно-территориального деления — в Ершовский сельсовет.
Расстояние по автодороге до районного центра Шексны — 27,3 км, до центра муниципального образования Ершово — 2,3 км. Ближайшие населённые пункты — Никольское, Алексеево, Игнатовское, Поддубье, Кульпино, Потанино, Тирково.
По переписи 2002 года население — 39 человек (23 мужчины, 16 женщин). Всё население — русские.